# کامیل کیتون
کامیل کیتون (انگلیسی: Camille Keaton؛ زادهٔ ۲۰ ژوئیهٔ ۱۹۴۷) هنرپیشه اهل ایالات متحده آمریکا است که بیشتر به خاطر ایفای نقش جنیفر هیلز در فیلم جنجالی روی قبرت تف می‌کنم شهرت دارد.
از دیگر فیلم‌های او می‌توان به ضیافت تراژیک و چه بر سر سولانژ آوردی؟ اشاره کرد.